# Bala Turkvision Song Contest 2017
Il Bala Turkvision Song Contest 2017 doveva essere la 2ª edizione del concorso musicale che doveva svolgersi ad Astana in Kazakistan, ma come l'anno precedente, anche questa edizione viene annullata, rendendo incerto il futuro del Bala Turkvision Song Contest.

## Location

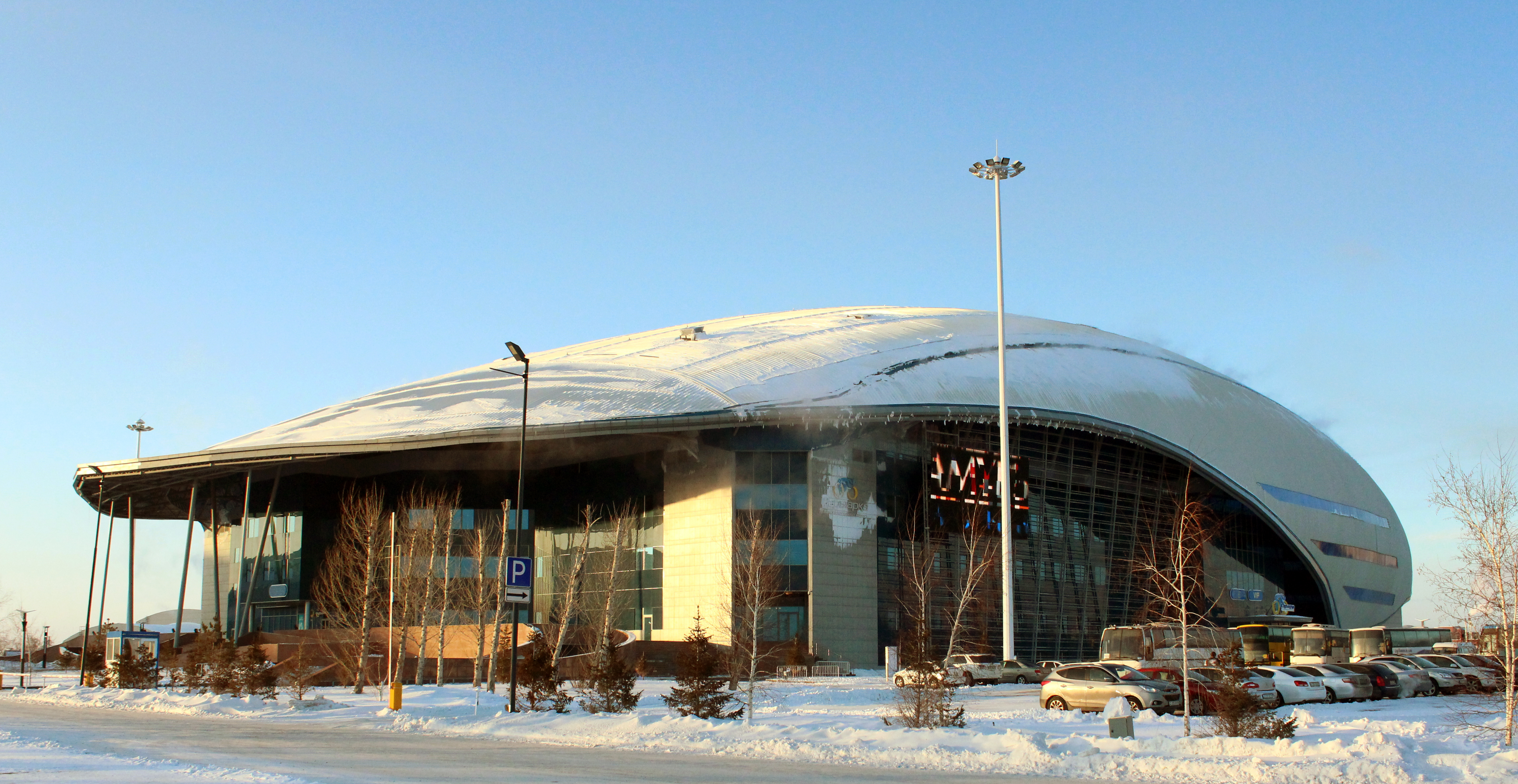
La Saryarka Velodrome, sede ufficiale del Turkvision Song Contest 2017

Il concorso era originariamente prevista per il 2016, ma è stato annullato a causa di eventi in corso in Turchia, segnando per la prima volta l'annullamento di un concorso.
È stato annunciato che l'edizione 2017 si terrà ad Astana e che coinciderebbe con altri eventi che si svolgono in quella città come parte di Expo 2017., inoltre la sede dell'evento è la Saryarka Velodrome.

## Partecipanti
| Paese                      | Artista           | Canzone            | Lingua | Posizione | Punti |
| -------------------------- | ----------------- | ------------------ | ------ | --------- | ----- |
| Azerbaigian                |                   |                    |        |           |       |
| Bielorussia                | Ruslana           | "Benim adim güneş" | Turco  |           |       |
| Kazakistan (organizzatore) |                   |                    |        |           |       |
| Romania                    |                   |                    |        |           |       |
| Ucraina                    | Ljudmila Bazadzhi | "Bir aylä"         | Turco  |           |       |